# Даскіл (батько Накола)
Даскі́л (дав.-гр. Δάσκυλος) — персонаж давньогрецької міфології, фригієць, батько Накола, ім'я якого носило місто Наколея.